# تپه کلوانس
تپه کلوانس مربوط به سدهٔ ۶ تا ۸ ه.ق است و در شهرستان خوی، بخش مرکزی، روستای کلوانس واقع شده و این اثر در تاریخ ۱۰ خرداد ۱۳۸۲ با شمارهٔ ثبت ۸۹۱۵ به‌عنوان یکی از آثار ملی ایران به ثبت رسیده است.